# قانون اساسی شوروی

نشان‌وارهٔ رسمی حاکمیت اتحاد جماهیر شوروی

از قانون اساسی اتحاد جماهیر شوروی، سه نسخه وجود دارد که بعد از قانون اساسی ۱۹۱۸ جمهوری فدراتیو سوسیالیستی روسیه شوروی مدل‌سازی شدند، به عنوان جانشین فوری قانون اساسی ۱۹۱۸ که عملاً تا پیمان ۱۹۲۲ قانون اساسی کل قلمرو سابق امپراتوری روسیه بود شدند.

## قوانین اساسی اتحادیه شوروی
در طول عمر اتحادیه شوروی، سه بار قانون اساسی تغییر کرد:
- قانون اساسی ۱۹۲۴ شوروی
- قانون اساسی ۱۹۳۶ شوروی
- قانون اساسی ۱۹۷۷ شوروی

این قوانین اساسی بیشترین مفاد را دربارهٔ جوامع اشتراکی داشتند. این مفاد، رهبری طبقه کارگر و در دو مورد دیگر نقش حزب کمونیست شوروی را در حکومت و جامعه را تعیین می‌کرد. همه قانون اساسی اشکال مالکیت اشتراکی را تأیید می‌کردند. هرکدام از قانون‌های اساسی خواستار سیستم جمهوری شورایی برای اعمال اختیارات دولت بودند.

## مقایسه با قانون‌های اساسی غربی
درسطح، قانون اساسی شوروی شباهت زیادی با قانون‌های اساسی تصویب شده در غرب دارند. با این حال اختلافات بین قوانین اساسی شوروی با قوانین اساسی اروپا، شباهت هارا تحت‌الشاع قرار می‌دهد. قانون اساسی شوروی حقوق سیاسی خاصی از جمله آزادی بیان، آزادی اجتماع و آزادی مذهب را اعلان کرد. همچنین مجموعه ای از حقوق اقتصادی و اجتماعی و مجموعه ای از وظایف شهروندان شوروی در قبال کشورشان را مشخص کرد. همچنین قوه مقننه نیز در انتخابات دوره ای انتخاب می‌شد.
همچنین به نقش برجسته حزب کمونیست در رهبری در قانون اساسی مشخص شده بود. در حقیقت، این رهبری حزب بود که تمام تصمیمات سیاسی را در جماهیر اتحادیه می‌گرفت.
در دوره پرسترویکا در اواخر دهه ۸۰ میلادی، قانون اساسی به فراهم آوردن چارچوب‌های دموکراسی توسعه یافته در کشور بسیار کمک کرد.